# Charles Tyrwhitt Dawkins
Sir Charles Tyrwhitt Dawkins, KCMG, CB (* 22. November 1858; † 4. Oktober 1919) war ein britischer Offizier und zuletzt Generalmajor der British Army, der zwischen 1910 und 1914 Assistierender Generalquartiermeister des Heereskommandos Ost (Eastern Command) war und bei Ausbruch des Ersten Weltkrieges und der damit verbundenen Aufstellung der britischen Expeditionsstreitkräfte im August 1914 assistierender Generalquartiermeister dieser British Expeditionary Force (BEF) wurde.

## Leben

### Ausbildung und Verwendungen als Offizier

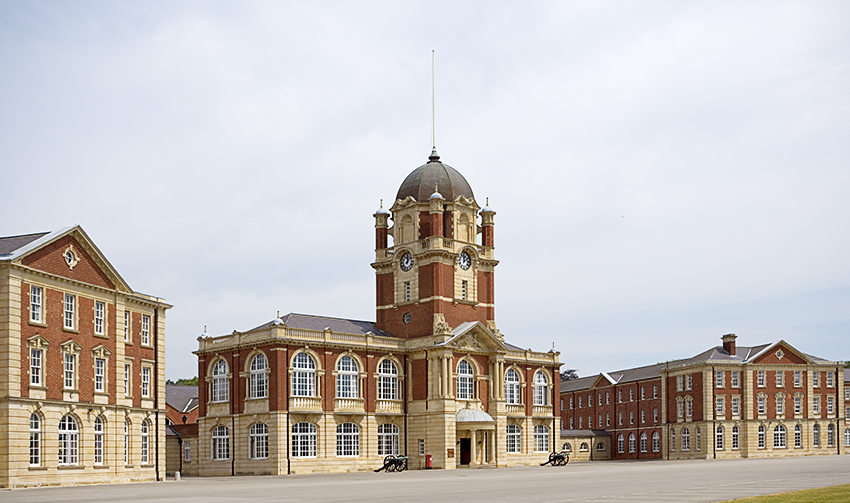
Charles Tyrwhitt Dawkins absolvierte eine Offiziersausbildung am Royal Military College Sandhurst.

Charles Tyrwhitt Dawkins, Sohn des Geistlichen Reverend James Annesley Dawkins (1828–1913) und dessen Ehefrau Augusta Charlotte Tyrwhitt-Drake, absolvierte nach dem Besuch der 1567 gegründeten, renommierten Rugby School als Gentleman Cadet eine Offiziersausbildung am Royal Military College Sandhurst. Nach deren Abschluss wurde er am 1. Mai 1878 als Leutnant (Second Lieutenant) in das Linieninfanterieregiment 85th Regiment of Foot (Bucks Volunteers) übernommen, welches drei Jahre später 1881 im Zuge der Reformen von Kriegsminister Hugh Childers mit dem 53rd (Shropshire) Regiment of Foot zum King’s Shropshire Light Infantry-Regiment zusammengelegt wurde. Am 22. Februar 1882 wurde er Adjutant dieses und verblieb in dieser Verwendung bis zum 21. Februar 1884. Er selbst wurde daraufhin am 6. März 1884 in den Stabsdienst abgeordnet und übernahm einen Posten als Aide-de-camp seines späteren Schwiegervaters Sir Hercules Robinson, der zwischen 1881 und 1889 erstmals Gouverneur der Kapkolonie war. Er wurde in dieser Verwendung am 13. September 1886 zum Hauptmann (Captain) befördert und übernahm zeitgleich nach einer Verlängerung in den Stabsdienst am 13. September 1886 die Funktion als Militärsekretär von Gouverneur Sir Hercules Robinson.
Nach Beendigung seiner Tätigkeit in der Kapkolonie kehrte Dawkins am 15. Mai 1889 überplanmäßig als Hauptmann ins King’s Shropshire Light Infantry-Regiment zurück und übernahm vom 1. Januar 1892 bis zum 22. April 1895 den Posten als Adjutant des 3. Bataillons dieses Regiments. Danach kehrte er nach Südafrika zurück und wurde am 11. Mai 1895 abermals Militärsekretär sowie zeitweise kommissarischer Kolonialsekretär von Sir Hercules Robinson, der zwischen 1895 und 1897 abermals Gouverneur der Kapkolonie war. Für seine Verdienste in dieser Verwendung wurde er am 22. Juni 1897 zum Companion des Order of St Michael and St George (CMG) ernannt.

### Bataillonskommandeur, Stabsoffizier und Erster Weltkrieg

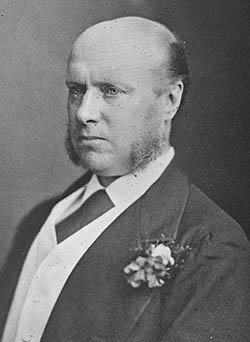
Charles Tyrwhitt Dawkins war ein Mitarbeiter sowie Schwiegersohn des Kolonialadministrators Hercules Robinson, 1. Baron Rosmead.

Er wurde am 23. März 1898 zum Major befördert und erhielt im King’s Shropshire Light Infantry-Regiment zudem am 4. November 1902 zunächst den Brevet-Rang eines Oberstleutnant (Brevet Lieutenant-Colonel) sowie am 19. Februar 1907 auch den Brevet-Rang eines Oberst (Brevet Colonel). Er war als solcher bis zum 19. August 1909 Kommandeur eines Bataillons dieses Regiments und wurde nach Beendigung des Kommandos auf Halbsold (Half-pay List) gesetzt. Während seiner Zeit auf der Halbsold-Liste wurde er am 9. Oktober 1909 mit Rückwirkung zum 19. August 1909 auch zum Oberst (Colonel) befördert. Am 27. April 1910 wurde er zum Assistierenden Generalquartiermeister des Heereskommandos Ost (Assistant Quartermaster-General, Eastern Command) ernannt und behielt diesen Posten bis zum 27. April 1914, woraufhin Oberst Robert Wanless O’Gowan ihn ablöste. Im Anschluss wurde er selbst am 27. April 1914 erneut auf Halbsold gesetzt.
Charles Tyrwhitt Dawkins wurde am 25. August 1914 bei Ausbruch des Ersten Weltkrieges und der damit verbundenen Aufstellung der britischen Expeditionsstreitkräfte im August 1914 zunächst assistierender Generalquartiermeister dieser British Expeditionary Force (BEF). Kurz darauf wurde er bei gleichzeitiger Verleihung des zeitlich befristeten Dienstgrades eines Brigadegenerals (Temporary Brigadier-General) am 4. Oktober 1914 zum stellvertretenden Generalquartiermeister (Deputy Quartermaster-General) berufen und zum 18. Februar 1915 auch zum Companion des Order of the Bath ernannt. Aufgrund seiner herausragenden militärischen Verdienste wurde er mit Wirkung zum 3. Juni 1915 zum Generalmajor (Major-General) befördert. Darüber hinaus wurde er auch mit verschiedenen ausländischen Auszeichnungen geehrt und erhielt unter anderem am 25. August 1915 den russischen Orden des Heiligen Wladimir 4. Klasse, am 2. November 1916 die Würde eines Kommandeurs des Leopoldsordens von Belgien sowie am 1. Juni 1917 auch den russischen Orden der Heiligen Anna 1. Klasse.
Den Posten als stellvertretender Generalquartiermeister bekleidete er bis zum 4. November 1917 und wurde daraufhin von Temporary Major-General Reginald May abgelöst. Für seine Verdienste wurde er am 1. Januar 1918 als Knight Commander des Order of St Michael and St George (KCMG) nobilitiert, wodurch er fortan den Namenszusatz „Sir“ führte. Ihm wurde ferner am 11. März 1918 auch das französische Croix de guerre verliehen. Aufgrund seines kriegsbedingten Gesundheitszustandes wurde er am 5. April 1919 in den Ruhestand verabschiedet. Zuletzt wurde er mit Wirkung zum 7. Oktober 1919 noch zum Kommandeur des französischen Ordre du Mérite agricole ernannt, konnte diesen aber aufgrund seines Todes am 4. Oktober 1919 nicht mehr in Empfang nehmen.
Dawkins war seit 1887 mit Nerida Leeta Robinson († 1940), Tochter von Hercules George Robert Robinson, 1. Baron Rosmead (1824–1897) und Hon. Nea Arthur Ada Rose d’Amour Annesley († 1904), eine Tochter von Arthur Annesley, 10. Viscount Valentia (1785–1863). Aus dieser Ehe ging der Sohn Charles George Hereward Dawkins (1888–1946) hervor. Nach seinem Tode wurde Charles Tyrwhitt Dawkins auf dem Friedhof der St. Mary Church in Chipping Norton beigesetzt.